# Двете кули
„Двете кули“ (на английски: The Two Towers) е вторият от трите тома на епоса „Властелинът на пръстените“ на английския писател Джон Роналд Руел Толкин. Официално книгата е издадена за пръв път на 11 ноември 1954 г. във Великобритания.
Книгата включва третия и четвъртия от шестте тома, които съставят цикъла „Властелинът на пръстените“. Толкин не им дава отделни имена; при по-късни издания синът му Кристофър Толкин им дава имената „Предателството на Исенгард“ и „Пътуването към Мордор“.

## Сюжет
Внимание:  Текстът по-долу разкрива сюжета на произведението (или части от него)!
Леголас, Гимли и Арагорн не успяват да настигнат орките, които са пленили Мери и Пипин. Срещат Роханските конници и търсят помощ от тях. Сприятеляват се с водача им Еомер и разбират, че конниците са избили орките ден по-рано, но не знаят, че хобитите са избягали. Мери и Пипин биват намерени от ента Дървобрад и стават негови гости. По-късно участват в похода на ентите, които сриват Исенгард и пленяват Саруман.
Леголас, Гимли и Арагорн откриват, че Гандалф всъщност е жив и помагат на краля на роханците Теоден да удържи крепостта Шлемово усое срещу изпратените от Саруман орки. По-късно те отиват заедно с Теоден в Исенгард, и разговарят със Саруман. Неговият слуга Грима се опитва да убие Гандалф (а може би господаря си Саруман), като го замерва с Палантира на Ортанк, но не успява. По-късно през нощта Пипин гледа в Палантира и едва не се разкрива пред Саурон. Тогава над лагера им прелетява Назгул, и Гандалф взима Пипин със себе си в Минас Тирит.
В това време Сам и Фродо пресичат хълмовете Емин Муил. Там те залавят Ам-гъл и той става техен водач. Преминават Мъртвите блата и стигат пред Черната порта. Разбират, че не могат да влязат през нея, и тръгват по съвета на Ам-гъл по обиколен път. По-късно пристигат в Итилиен. Там са открити и заловени от Фарамир - брат на мъртвия Боромир – и отведени в неговото скривалище. Неволно Сам издава тайната на похода, но Фарамир ги разбира и им помага.
След като потеглят, Ам-гъл отново става техен водач. Те минават до Минас Моргул и виждат Свечеряването. Тръгват по Стълбите на Кирит Унгол, където Ам-гъл ги изоставя. Сами опитват да преминат по-нататък, но не знаят за чудовището в един от тунелите – Торех Унгол, бърлогата на огромния паяк Корубана. Тя ужилва и упоява Фродо. Сам успява да го спаси от нея, но решава, че той е мъртъв, и взема Пръстена. Орките, които минават през тунела, откриват и вземат със себе си Фродо. Сам ги проследява и разбира, че Фродо не е мъртъв.
| Предишна:               | Поредица:                   | Следваща:              |
| ----------------------- | --------------------------- | ---------------------- |
| „Задругата на пръстена“ | „Властелинът на пръстените“ | „Завръщането на краля“ |